# Intalliance
Die intalliance AG war ein Gemeinschaftsunternehmen von DB Stadtverkehr und üstra mit Sitz in Hannover. Es betrieb von 2004 bis Ende 2006 den Stadtbahn- und S-Bahn-Verkehr sowie einen erheblichen Teil des Busverkehrs in der Region Hannover. An dem Unternehmen waren die üstra und die DB Stadtverkehr mit jeweils 40 % beteiligt. Weitere 20 % hielt die NORD/LB.

## Geschichte
Die Gründung der Gesellschaft war seit Anfang 2001 geplant worden. Es sollten Synergieeffekte im Bereich von Leitstellen, Verwaltung und Werkstätten erzielt werden. Außerdem waren Aktivitäten über den Großraum Hannover hinaus geplant.
Intalliance war als Subunternehmer für üstra und DB Regio tätig, die die entsprechenden Nahverkehrskonzessionen in der Region Hannover halten. 1900 Mitarbeiter der üstra AG und 285 Mitarbeiter der DB Regio, Region Niedersachsen/Bremen, Betrieb S-Bahn Hannover wurden der Intalliance überlassen. Außerdem war sie zu 100 % Gesellschafter der Verkehrsbetriebe Minden-Ravensberg, der Üstra Reisen und der Wolters Bustouristik. Der Fuhrpark der intalliance AG umfasste 318 Stadtbahnen, 138 Stadtbusse und 46 S-Bahnen.
Die Intalliance wollte sich zudem an Ausschreibungen von Nahverkehrsleistungen in anderen Gebieten beteiligen. Bei der Ausschreibung der Regionalverkehrsleistungen auf der Strecke Uelzen–Hannover–Göttingen unterlag sie der metronom Eisenbahngesellschaft.
Im Rahmen der Fusionskontrolle genehmigte das Bundeskartellamt den Zusammenschluss 2003 unter zahlreichen Auflagen. Unter anderem sollten bis Ende 2006 mindestens 30 Prozent aller SPNV-Leistungen sowie bis 2009 50 % aller Linienbusverkehre ausgeschrieben werden.
Der Betrieb wurde im Januar 2004 aufgenommen.
Am 22. Dezember 2004 hob das Oberlandesgericht Düsseldorf die durch das Bundeskartellamt auferlegten Nebenbestimmungen auf. Der Bundesgerichtshof bestätigte dagegen die Auffassung des Kartellamtes in letzter Instanz.
Die Partnerschaft wurde daher am 6. Oktober 2006 wieder beendet. Die Verkehrsleistungen übernahmen ab dem 1. Januar 2007 die ursprünglichen Betreiber.